# Who Do You Trust?
 (février 2020).
Si vous disposez d'ouvrages ou d'articles de référence ou si vous connaissez des sites web de qualité traitant du thème abordé ici, merci de compléter l'article en donnant les références utiles à sa vérifiabilité et en les liant à la section « Notes et références ».
Albums de Papa Roach
Crooked Teeth
(2017)
Singles
1. Who Do You Trust?
Sortie : 5 octobre 2018
2. Renegade Music
Sortie : 5 octobre 2018
3. Not the Only One
Sortie : 16 novembre 2018
4. Elevate
Sortie : 14 décembre 2018

Who Do You Trust? est le dixième album studio du groupe américain de nu metal Papa Roach sorti le 18 janvier 2019 sur le label Eleven Seven Music.

## Liste des chansons
| No  | Titre             | Durée |
| --- | ----------------- | ----- |
| 1.  | The Ending        | 3:29  |
| 2.  | Renegade Music    | 3:29  |
| 3.  | Not the Only One  | 3:25  |
| 4.  | Who Do You Trust? | 3:16  |
| 5.  | Elevate           | 3:11  |
| 6.  | Come Around       | 3:30  |
| 7.  | Feel Like Home    | 3:10  |
| 8.  | Problems          | 3:03  |
| 9.  | Top of the World  | 3:53  |
| 10. | I Suffer Well     | 1:21  |
| 11. | Maniac            | 3:20  |
| 12. | Better Than Life  | 3:21  |